# Stygmatyzacja świętego Franciszka (fresk Giotta)
Stygmatyzacja świętego Franciszka (wł. San Francesco riceve le stimmate) – osiemnasty z dwudziestu ośmiu fresków z cyklu Sceny z życia św. Franciszka znajdujących się w górnym kościele Bazyliki św. Franciszka w Asyżu, którego autorstwo przypisywane jest Giotto di Bondone. Namalowany ok. 1295–1299, wymiary 230 × 270 cm.

## Tematyka
Przedstawione przez Giotta wydarzenie z życia św. Franciszka z Asyżu miało miejsce na górze Alwernii prawdopodobnie 14 września 1224 roku, na dwa lata przed jego śmiercią. Święty miał ujrzeć rozciągniętego nad sobą serafina, wiszącego na krzyżu. Jego skrzydła miały być jakby z ognia. Po tym widzeniu na boku, dłoniach i stopach Franciszka miały odnawiać się krwawiące rany, tzn. stygmaty. Scenę opisuje szereg biografów, m.in. w Traktacie o cudach św. Franciszka i Życiorysie pierwszym bł. Tomasz z Celano, Życiorysie większym św. Bonawentura, Kwiatki św. Franciszka. Żadne ze źródeł nie wymienia bezpośrednich świadków wydarzenia. W tym okresie w eremie na górze przebywał br. Leon, jeden z pierwszych towarzyszy Franciszka.

## Opis
Fresk ma formę prostokąta o proporcjach bardzo zbliżonych do kwadratu (wymiary 230 × 270 cm). Przedstawiona scena ma ukośną strukturę kompozycyjną, zamykającą się w formę trójkąta. Scena rozgrywa się przede wszystkim w dolnej połowie dzieła. W górnej części artysta przedstawił lesisty szczyt po lewej i zstępującego Jezusa–Serafina po prawej. W dolnej części po lewej stronie klęczący Franciszek z uniesionymi rękami, w prawym dolnym rogu postać siedzącego franciszkanina. Za plecami świętego znajduje się kaplica, podobnie za siedzącym bratem.